# Michael Winterbottom
Michael Winterbottom (* 29. března 1961, Blackburn, Spojené království) je britský filmový a televizní režisér. Natočil řadu divácky i kriticky ceněných filmů, mimo jiné Vítejte v Sarajevu, Nonstop Party, Cesta do Guantanama nebo In This World, za které získal cenu na festivalu Berlinale.

## Život
Narodil se v chudinské čtvrti anglického města Blackburn. Během dospívání často navštěvoval kino Blackburn’s Unit Four. Následně začal studoval anglickou literaturu na univerzitě v Oxfordu.

## Tvorba
Jako režisér začínal sbírat zkušenosti režií několika dílů komediálního seriálu Boon s Michaelem Elphickem v hlavní roli. Filmovou kariéru zahájil televizním dokumentem o Ingmaru Bergmanovi a režií dílu dětského pořadu Dramarama. V roce 1995 debutoval filmem Butterfly Kiss. Významný průlom v kariéře přichází se snímkem Jude, následně pak dokončuje film Vítejte v Sarajevu (1997). Nejvýraznějším počinem, který byl uvedený i v českých kinech, byl generační snímek Nonstop párty (24 Hour Party People). Stejně jako v tomto filmu i ve snímku 9 písní (9 songs) se vrací k hudební kultuře 90. let.
Winterbottom se věnuje také historickým látkám - v roce 2005 natočil svérázou adaptaci románu Laurence Sterna Život a názory blahodárného pana Tristrama Shandyho pod názvem A Cock and Bull Story (česky Tristram Shandy). Řada Winterbottomových snímků se věnuje problematice uprchlictví: In This World (za kterého získal Zlatého medvěda na Berlinale v roce 2002) nebo Cesta do Guantanama.
Mezi jeho časté spolupracovníky patří scenárista Frank Cottrell-Boyce a herec Steve Coogan. S Cooganem společně natočili řadu hraných filmů, ale také polodokumentární cestopisné snímky The Trip, The Trip to Italy a The Trip to Greece.
Posledním dokončeným filmem je snímek Shoshana z roku 2023, milostný příběh z Palestiny z období mezi světovými válkami o Shoshaně Borochov, dceři jednoho ze zakladatelů sionismu.

## Filmografie
- 1995: Polibek motýla (Butterfly Kiss)
- 1995: Go Now (TV film)
- 1995: Jude
- 1997: Vítejte v Sarajevu (Welcome to Sarajevo)
- 1998: Temná hra (I Want You)
- 1999: With or Without You
- 1999: Wonderland
- 2000: Vykoupení (The Claim)
- 2002: Nonstop párty (24 Hour Party People)
- 2002: In This World
- 2003: Kód 46 (Code 46)
- 2004: 9 Songs (9 písní)
- 2005: Tristram Shandy (A Cock and Bull Story)
- 2006: Cesta do Guantanama (Road to Guantánamo)
- 2007: Mocné srdce
- 2008: Spálené mosty (Genova)
- 2010: Vrah ve mě (The Killer inside Me)
- 2010: The Trip
- 2011: Trishna
- 2012: Everyday
- 2013: Král ze Soho (Láska na první dobrou) (The Look of Love)
- 2014: S tváří anděla
- 2014: The Trip to Italy
- 2018: The Wedding Guest (Svatební host)
- 2019: Greed
- 2020: The Trip to Greece
- 2023: Shoshana